# Conoscenza carnale
Conoscenza carnale (Carnal Knowledge) è un film del 1971 diretto da Mike Nichols.

## Trama
Jonathan e Sandy sono due compagni di stanza in un college americano. Jonathan è brillante ed estroverso mentre Sandy è più timido e mite. Entrambi finiscono con l'innamorarsi di Susan, inizialmente uno all'insaputa dell'altro, ma questa sposerà il secondo, intuendone la fragile e più affidabile natura. Jonathan invece vive per anni da scapolo incallito, passando da una relazione all'altra, senza legarsi stabilmente con nessuna donna, fino a quando Bobbie, legata a lui in una burrascosa convivenza, riesce a convincerlo a sposarla inscenando un tentato suicidio. Tuttavia per i due vecchi amici nessun rapporto è destinato a durare, tanto che, arrivati ai quarant'anni, si ritroveranno, Sandy hippy e Jonathan quasi impotente, a meditare sui rispettivi fallimenti.

## Analisi
È un film che si occupa della repressione puritana, attraverso la lente analizzatrice della società e delle sue storture. La sceneggiatura, del cartoonist Jules Feiffer, è seccamente "squadrata" alla maniera dei suoi fumetti cioè ripartita in scene isolate, senza soluzione di continuità fra l'una e l'altra e senza flashback. Feiffer conferisce al dialogo la stessa efficacia e la stessa incisività del proprio tratto grafico.
Curiosa ma azzeccata la scelta del cantante Garfunkel, questa volta in veste di attore, mentre nel precedente film di Nichols aveva contribuito al successo della pellicola con la colonna sonora.

## Riconoscimenti
- Golden Globe 1972: migliore attrice non protagonista (Ann-Margret)